# Sicario (Roman)
Sicario (alternativ „Die Kinder von Bogotá“) ist eine Tatsachenroman von Alberto Vázquez-Figueroa.

## Autor
Alberto Vázquez-Figueroa wurde 1936 in Santa Cruz de Tenerife geboren. Kurz darauf deportierte man seine Familie aus politischen Gründen in die marokkanische Wüste, wo er seine Kindheit und Jugend verbrachte. Fünfzehn Jahre lang bereiste er als Journalist und Auslandskorrespondent Afrika und Lateinamerika, bis 1980 sein Weltbestseller »Tuareg« erschien.
Inzwischen hat er mehr als vierzig Bücher veröffentlicht, die in viele Sprachen übersetzt wurden; die Gesamtauflage liegt bei über 15 Millionen Exemplaren. Neun seiner Romane sind für das Kino verfilmt worden.

## Handlung
Vásquez-Figueroa beschreibt in seinem Tatsachenroman Sicario die Erzählungen des „gamin“ (Straßenkind) Jesús Chico Grande. Chico Grande wird als ungeliebter Sohn einer alkoholkranken Prostituierten in einem Elendsviertel von Bogotá geboren.

### In den Straßen von Bogotá
Chico Grande flieht schon als kleines Kind mit seinem Freund Ramiro aus den deprimierend erbärmlichen Wohnverhältnissen seiner Mutter, schlägt sich mit ihm durch Bettelei in der Innenstadt von Bogotá durch und schließt sich später einer Straßenbande an.
Vásquez-Figeroa schildert mit sehr drastischen Worten den täglichen Überlebenskampf der Kinder auf den Straßen von Bogotá und die ständige Flucht vor den gewaltsamen Übergriffen der Polizei. Die Kinder müssen sich gegen die Cholos, landlose Indios, die wegen der erdrückenden Armut auf dem Land die Straßen von Bogotá bevölkern, stehlen und morden, behaupten und begehen ihren ersten Mord. Durch den Mord an einem stärkeren und dominanten Cholo bekommt Chico Grande den Respekt seines Viertels „La Magdalena“ und der anderen Jugendbanden. Die Bande wächst auf elf Köpfe an und verteidigt ihr Territorium mit Messern, Macheten und Knüppeln vor Eindringlingen.
Der Autor beschreibt wie die Mädchen zu Beginn ihrer Pubertät die Bande verlassen und als minderjährige Prostituierte ihr Geld verdienen, den Verfall der Kinder, welche basuco konsumieren, die tägliche Gewalt und Grausamkeit auf der Straße und die Überfälle auf Touristen am Montserrate-Berg.
Die Überlebensrate der gamines aus Bogotá wird mit 15:2 beziffert, nur zwei werden älter als 16 Jahre. Nachdem ein Mädchen aus einer bürgerlichen Familie auf der Straße vergewaltigt wurde, erscheinen die Limones-Brüder aus Tuluá/Valle del Cauca, um als von Hotel- und Restaurantbesitzern angeheuerte Todesschwadron die Straßenkinder zu dezimieren. Polizei, paramilitärische Gruppen und Todesschwadronen machen fortan gnadenlos Jagd auf Straßenkinder, die sich dann nach zahlreichen Massakern in die Kanalisation von Bogotá zurückziehen.
Vásquez-Figeroa zeichnet die Parallelen zu Rio de Janeiro auf, wo in einem Jahr 440 Straßenkinder hingerichtet wurden, nur weil sie auf der Straße bettelten.
Die gamines nutzen die unterirdischen Abwasserkanäle als Rückzugsgebiet und für ihre blitzartigen Raubüberfälle auf Geschäfte, indem sie plötzlich und unerwartet auftauchen und anschließend durch die Kanaldeckel wieder verschwinden.
Chico Grandes Versuche einer ehrlichen Tätigkeit als „Chircalero“ Ziegelbrenner nachzugehen, scheitern am überharten Alltag und der miserablen Bezahlung.
Als Leibwächter des Zuhälters „El lindo Galindo“ kontrolliert Chico Grande Bordelle, in denen Prostituierte ausgebeutet werden. Darunter auch das berühmte Edelbordell „La Casa Roja“ von Bogotá. „El lindo Galindo“ will ins Smaragdgeschäft einsteigen und begibt sich mit Chico Grande und mehreren attraktiven Edelprostituierten zu Verhandlungen zu den schwerbewachten Minen nach Muzo. El lindo Galindo und seine fünf Mädchen werden brutal ermordet, allein Chico Grande überlebt das Massaker.

### Sicario des Medellin-Kartells
Zurück in Bogotá tötet Chico Grande als Auftrag den Baulöwen Don Matías José Bermejo.
Danach verdient er sich als Sicario (span. „Auftragsmörder“) in den Straßen von Itagüí und Antioquia für das Medellin-Kartell. Selbst als ehemals hartgesottener Gamin muss er sich an die selbstverständliche, allgegenwärtige Gewalt in Medellín gewöhnen.
Eine Zeitlang arbeitet Chico Grande an der Grenze zu Peru in den Drogenlaboratorien von Griselda Blanco, bis das Dschungellabor von einer bewaffneten Einheit mit Kampfhubschraubern ausgehoben wird. Bei seiner Flucht durch die Wälder des Río Napo wird er von Soldaten festgenommen und fälschlich als Mitglied des „Sendero Luminoso“ (Leuchtender Pfad) angeklagt. Chico Grande wird mehrere Wochen zusammen mit 6.000 Inhaftierten im berüchtigten Gefängnis von Lurigancho/Lima, von ihm als „Vorhof der Hölle“ bezeichnet, festgehalten.
Chico Grande gelingt es nach Bogotá zurückzukehren, dort trifft er seine Jugendfreunde Abigail Anaya und Román „Marrón“ Morales wieder, welche ihm einen Job in Cartagena de Indias verschafft.

### Cartagena und Miami
1985 trifft Chico Grande in Cartagena ein und verliebt sich in die lebensfrohe Mulattin Maria Luna, welche Obst auf dem Markt verkauft, und ihr Lachen. Chico Grande, Maria Luna und Morales transportieren als „mulas“ 50 kg Kokain im Außen-/Innenraum eines Tankers. Die Überfahrt verbringen die drei auf Stahlstangen, immer in Angst, von der großen Schiffsschraube zermalmt zu werden oder zu ertrinken. Morales stirbt an einem Herzinfarkt, Maria Luna verliert den Verstand und wird katatonisch. Chico Grande rudert mit der bewegungsunfähigen Maria Luna und dem Kokain in Koffern an den Strand von Miami. Der Gedanke an Rache hält ihn am Leben.
Ein Dominikaner hilft dem illegalen Einwanderer, sie liefern Maria Luna im Krankenhaus ab.
Chico Grande verkauft das Kokain an die Kubaner, verschafft sich gefälschte Papiere und rächt sich auf grausame Weise an seinen Auftraggebern. Durch Mittelsmänner bringt er in Erfahrung, dass sich diese Organisation „menschlicher Ameisen“ bedient, um drei Tonnen Kokain mit einem Marktwert von 200 Mio. US-Dollar nach Florida zu schaffen. Es werden immer zwei Drogenkuriere auf die illegale Reise im Heck von Tankern geschickt, damit zumindest einer die Reise überlebt und das Kokain in die USA bringen kann. Er bringt die Köpfe der Organisation einem nach dem anderen um: der Jamaikaner wird den Alligatoren (im Roman ist von Kaimanen die Rede) zum Fraß vorgeworfen, der Boss der Drogenhändler, Musikproduzent Carlos Alejandro Criado Navas, wird ebenfalls auf eine Reise im Raum über der Schiffsschraube eines Tankers (auf dem Weg in den Persischen Golf) geschickt, da er das Lachen Maria Lunas gestohlen hatte.
Jesús Chico Grande stirbt 1991 in Caracas.

## Rezensionen
„Sicario, el relato que marcó el paso de Alberto Vázquez-Figueroa a la plena madurez como escritor, recrea un terrible drama de miseria y desarraigo: la infancia abandonada en las calles de las grandes ciudades de América Latina. A lo largo de sus páginas, el autor ofrece, en clave de ficción, un desgarrador y valiente testimonio acerca de un fenómeno social explosivo que reclama profundos cambios sociales. - Sicario ist die Geschichte, welche den Schritt von Alberto Vázquez-Figueroa zur vollen Reife eines Schriftstellers markiert. Er schuf ein fürchterliches Drama aus Elend und Entwurzelung: die verlorene Kindheit auf den Straßen der großen Städte in Lateinamerika. Auf den Seiten des Buches bietet der Autor, mithilfe der Fiktion als Schlüssel, als schmerzliches und mutiges Zeugnis über ein explosives soziales Phänomen an, welches nach tiefgreifenden Änderungen verlangt. […]“

„Con el conocemos la historia de un niño, hijo de una prostituta a la que abandona y se abra paso por la vida en las calles de Bogotá. Durante su vida en las calles y las cloacas mendigando, robando y luego matando, conocerá a personas especiales, Ramiro su casi hermano, Abigail Anaya su ángel de la Guarda, María Luna por quien perdió la cabeza y su sin fin de personajes que dejan marca en la vida de un hombre destinado desde niño a luchar por vivir en una ambiente lleno de violencia, carteles y narcotráfico. – Wir lernen die Geschichte eines Kindes kennen, Sohn einer Prostituierten, welches es verließ und sich für ein Leben auf den Straßen von Bogotá entschied. Während seines Lebens auf den Straßen und in der Kanalisation lernt er zu betteln, zu rauben und zu töten. Ramiro wird zu so etwas wie sein Bruder, Abigail Anaya sein Schutzengel und in María Luna verliebt er sich Hals über Kopf. Seit seiner Kindheit geht es nur ums Überleben, inmitten einer Welt aus Gewalt, Kartelle und Drogenhandel. […]“